# Pteris subhirtula
Pteris subhirtula là một loài dương xỉ trong họ Pteridaceae. Loài này được Sarn.Singh & Panigrahi mô tả khoa học đầu tiên năm 2005.
Danh pháp khoa học của loài này chưa được làm sáng tỏ. 